# Uwe Leifeld
Uwe Leifeld (Münster, 24 luglio 1966) è un ex calciatore tedesco, di ruolo attaccante. Dal 2009 è un osservatore del Bochum.